# Platycephala calva
Platycephala calva är en tvåvingeart som först beskrevs av Egger 1862.  Platycephala calva ingår i släktet Platycephala och familjen fritflugor. Inga underarter finns listade i Catalogue of Life.